# Thomas Asagoro Wakida
Thomas Asagoro Wakida (jap. トマ脇田浅五郎) (ur. 26 października 1881 w Nagasaki, zm. 16 marca 1965) – japoński duchowny rzymskokatolicki, biskup jokohamski.

## Biografia
Thomas Asagoro Wakida urodził się 26 października 1881 w Nagasaki w Cesarstwie Japonii. 4 lipca 1909 otrzymał święcenia prezbiteriatu i został kapłanem diecezjalnym.
W latach 1943–1945 był administratorem apostolskim prefektury apostolskiej Kwoszu. Prefekt apostolski Kwoszu Irlandczyk Owen MacPolin SSCME jako obcokrajowiec został na czas wojny aresztowany przez Japończyków.
25 marca 1947 papież Pius XII mianował go biskupem jokohamskim (został on pierwszym Japończykiem na tej katedrze). 27 maja 1947 przyjął sakrę biskupią z rąk delegata apostolskiego w Japonii abpa Paola Marelli. Współkonsekratorami byli poprzedni biskup jokohamski Jean-Baptiste-Alexis Chambon MEP oraz biskup Sendai Michael Wasaburō Urakawa.
5 lipca 1951 zrezygnował z katedry. Otrzymał wtedy biskupstwo tytularne Iamnia. Zmarł 16 marca 1965.